# 1971 no jornalismo
Nesta página encontrará referências aos acontecimentos directamente relacionados com o jornalismo ocorridos durante o ano de 1971.

## Nascimentos
| Data          | Nome            | Profissão  | Nacionalidade | Observações | Ref |
| ------------- | --------------- | ---------- | ------------- | ----------- | --- |
| 16 de janeiro | Rosana Jatobá   | jornalista | Brasil        |             |     |
| 27 de março   | Leandro Quesada | jornalista | Brasil        |             |     |

## Mortes
| Data        | Nome                     | Profissão                                                | Nacionalidade | Observações | Ref   |
| ----------- | ------------------------ | -------------------------------------------------------- | ------------- | ----------- | ----- |
| 14 de março | Álvaro Amaral Netto      | poeta, prosador, jornalista, regionalista e investigador | Portugal      | m. 1903     |       |
| 30 de abril | Arménio Gomes dos Santos | pedagogo, jornalista e escritor                          | Portugal      | n. 1900     |       |
| 24 de julho | Augusto de Castro        | advogado, jornalista, diplomata e político               | Portugal      | n. 1833     | [ 1 ] |
| ??          | Armando de Miranda       | jornalista e cineasta                                    | Portugal      | n. 1904     |       |